# Crónica de 9 meses
Crónica de 9 meses es una coproducción hispano-italiana de comedia estrenada el 16 de agosto de 1967, dirigida por Mariano Ozores y protagonizada en los papeles principales por Gracita Morales, José Luis López Vázquez y Alfredo Landa.
Tuvo una especie de secuela conceptual en Después de los nueve meses (1970), que empieza justo en la etapa posterior al parto, pero con nuevas parejas de personajes. Además en ambas se repite la misma fórmula de historias cruzadas, la animación del bebé que presenta la película, e incluso parte del mismo equipo artístico y técnico (director, guionista, director de fotografía, editora, el personaje del doctor interpretado por Rafael Arcos, etc.).

## Sinopsis
La película trata la historia de cuatro matrimonios que reciben la noticia de que van a ser padres. Mercedes se casó hace siete meses y no sabe cómo darle la noticia a Alejandro. Luisa, por más que insiste, no convence a Leopoldo de que no se trata de una nueva falsa alarma. Margarita descubre que a Enrique le interesa más la vida social que la paternidad. Inés no puede sorprender a Juan: en los últimos ocho años ha tenido otros tantos hijos. Ninguna de las parejas se parece a las demás, pero tienen nueve meses para discutir el nombre del bebé, los antojos o cuándo deben ir al hospital y cuando llega el momento del parto, los nervios serán los mismos para todas.

## Reparto
- Gracita Morales como Inés.
- José Luis López Vázquez como Leopoldo.
- María José Alfonso como Mercedes.
- Alfredo Landa como Alejandro.
- Carmen Bernardos como Margarita.
- Alberto Bonucci como Juan.
- Julieta Serrano como Luisa.
- Franco Ressel como Enrique.
- Perla Cristal como Socorro.
- Luchy Soto como Catalina, madre de Mercedes.
- Guadalupe Muñoz Sampedro
- Luis Morris como un conductor servicial.
- José Orjas como Padre de Mercedes.
- María Luisa Ponte como Mujer en el autobús.
- Mariano Ozores como Crisóstomo, padre de Alejandro.
- Venancio Muro como Leopoldo, cobrador del autobús.
- Rafael Arcos como Doctor.
- Pilar de la Torre
- Camino Delgado
- Fernando Sánchez Polack como Eugenio, conductor del autobús.
- Nieves Salcedo
- Alfonso del Real como Manolo, el sereno.
- Francisco Matesanz
- Lola Lemos
- Lidia Biondi